# Wysoka (Strzelce)
Pour les articles homonymes, voir Wysoka.
Wysoka est une localité polonaise du gmina de Leśnica, située dans le powiat de Strzelce en voïvodie d'Opole.